# Vincent Luis
Vincent Luis (Vesoul, 27 juni 1989) is een triatleet uit Frankrijk. Hij nam namens zijn vaderland deel aan de Olympische Spelen (2012) in Londen, waar hij eindigde op de elfde plaats in de eindrangschikking met een tijd van 1:48.18.

## Palmares

### triatlon
- 2006: 14e WK junioren in Lausanne - 59.57
- 2009: 122e WK olympische afstand - 43 p
- 2011: 18e WK sprint afstand in Lausanne - 53.18
- 2011: 11e WK olympische afstand - 1998 p
- 2012:  WK sprint afstand in Stockholm - 54.35
- 2012: 11e OS in Londen - 1:48.18
- 2012: 28e WK olympische afstand - 1363 p
- 2013: 13e WK sprint afstand - 52.17
- 2013: 10e WK olympische afstand - 2243 p
- 2014: 6e WK olympische afstand - 3148 p
- 2014:  WK sprint afstand in Hamburg - 51.45
- 2015:  WK olympische afstand - 4421 p
- 2016: 7e OS in Rio de Janeiro - 1:46:12
- 2017: 8e WK olympische afstand - 3083 p
- 2018:  WK olympische afstand - 5060 p
- 2019:  WK olympische afstand - 5095 p
- 2020:  WK triatlon in Hamburg - 49.13
- 2020:  Wereldbekerwedstrijd Karlovy Vary
- 2020:  Wereldbekerwedstrijd Arzachena
- 2020:  Wereldbekerwedstrijd Valencia

## Resultaten in World Triathlon Series
voor 2012 Wereldkampioenschappen Series
| Seizoen                     | 1 | 2   | 3  | 4   | 5  | 6  | 7 | 8 | 9 | GF | Positie | Punten |
| --------------------------- | - | --- | -- | --- | -- | -- | - | - | - | -- | ------- | ------ |
| WK Series 2009              | - | -   | -  | -   | -  | -  | - |   |   | -  | 122     | 43     |
| WK Series 2010              | - | -   | -  | -   | -  | -  |   |   |   | -  | -       | -      |
| WK Series 2011              | - | -   | 9  | DNF | 10 | 18 |   |   |   | 8  | 11      | 1998   |
| World Triathlon Series 2012 | - | -   | -  | -   | 26 | 19 | 3 | - |   | -  | 28      | 1363   |
| World Triathlon Series 2013 | - | -   | -  | -   | 8  | 13 | 5 |   |   | 5  | 10      | 2243   |
| World Triathlon Series 2014 | 7 | 8   | -  | 9   | -  | 2  | 8 |   |   | 11 | 6       | 3148   |
| World Triathlon Series 2015 | 2 | -   | -  | 3   | -  | 3  | 1 | - | 4 | 5  | Brons   | 4421   |
| World Triathlon Series 2016 | - | -   | -  | -   | -  | -  | - | - |   | -  | -       | -      |
| World Triathlon Series 2017 | 3 | -   | -  | 10  | 4  | 21 | - | - |   | 1  | 8       | 3083   |
| World Triathlon Series 2018 | 3 | DNF | 10 | 3   | 2  | 6  | - |   |   | 1  | Zilver  | 5060   |
| World Triathlon Series 2019 | 5 | 4   | 1  | 6   | -  | 2  | 5 |   |   | 5  | Goud    | 5095   |
| World Triathlon Series 2020 |   |     |    |     |    |    |   |   |   | 1  | Goud    | -      |
| WK Series 2021              | 6 | -   | 13 | 2   |    |    |   |   |   | 10 | 6       | 2614   |

1989: Mark Allen ·
1990: Greg Welch ·
1991: Miles Stewart ·
1992: Simon Lessing ·
1993: Spencer Smith ·
1994: Spencer Smith ·
1995: Spencer Smith ·
1996: Spencer Smith ·
1997: Chris McCormack ·
1998: Spencer Smith ·
1999: Dmitriy Gaag ·
2000: Olivier Marceau ·
2001: Peter Robertson ·
2002: Iván Raña ·
2003: Peter Robertson ·
2004: Bevan Docherty ·
2005: Peter Robertson ·
2006: Tim Don ·
2007: Daniel Unger ·
2008: Javier Gómez ·
2009: Alistair Brownlee ·
2010: Javier Gómez ·
2011: Alistair Brownlee ·
2012: Jonathan Brownlee ·
2013: Javier Gómez ·
2014: Javier Gómez ·
2015: Javier Gómez ·
2016: Mario Mola ·
2017: Mario Mola ·
2018: Mario Mola ·
2019: Vincent Luis ·
2020: Vincent Luis ·
2021: Kristian Blummenfelt
- World Athletics: 14388226
- Library of Congress Control Number: no2003074022
- Virtual International Authority File: 53842131